# 響け! ユーフォニアム
『響け！ ユーフォニアム』（ひびけ ユーフォニアム、Sound! Euphonium）は、武田綾乃による日本の小説シリーズ。宝島社（宝島社文庫）より2013年12月から刊行されている。

## 展開
第1作『響け！ ユーフォニアム 北宇治高校吹奏楽部へようこそ』は、2012年のデビュー作『今日、きみと息をする。』に次ぐ武田の2作目となる作品で、2013年12月に刊行後、2014年12月にコミカライズ、2015年4月にテレビアニメ化された。
2015年3月より、続編となる『響け！ ユーフォニアム 2 北宇治高校吹奏楽部のいちばん熱い夏』および『響け！ ユーフォニアム 3 北宇治高校吹奏楽部、最大の危機』を続けて発刊。同年6月には各登場人物のエピソードを書き下ろした短篇集『響け！ ユーフォニアム 北宇治高校吹奏楽部のヒミツの話』が刊行された。2014年10月18日から2015年3月15日にかけてウェブサイト上で連載された全10編のショートストーリー「北宇治吹部だより」から、最終回を除く9編に書き下ろし5編を加えた全14編の短編が収録されている。2024年6月時点でシリーズ累計部数は200万部を記録している。
2016年4月には、テレビシリーズ第1期を振り返る劇場版が公開、同年10月からはテレビシリーズ第2期が放送された。また、2017年9月には、テレビシリーズ第2期を振り返る劇場版が公開。
2016年8月・9月、本編の主人公・黄前久美子の友人である佐々木梓を主人公とした『響け！ ユーフォニアムシリーズ 立華高校マーチングバンドへようこそ』（前編・後編）が刊行。2016年10月には短編小説2篇を収録したシリーズの公式ガイドブック『響け！ ユーフォニアム 北宇治高校の吹奏楽部日誌』が刊行された。
2017年8月・10月、2年生編『響け！ ユーフォニアム 北宇治高校吹奏楽部、波乱の第二楽章』（前編・後編）が、2018年4月には短編集『響け！ ユーフォニアム 北宇治高校吹奏楽部のホントの話』が刊行。
2018年4月21日、スピンオフ・完全新作にあたる長編アニメーション映画『リズと青い鳥』が全国公開。また2019年4月19日には、完全新作映画『劇場版 響け！ユーフォニアム〜誓いのフィナーレ〜』が公開された。
2019年4月・6月、3年生編『響け！ ユーフォニアム 北宇治高校吹奏楽部、決意の最終楽章』（前編・後編）が刊行され本編が完結した。
2021年2月、シリーズの登場人物・中川夏紀を主人公としたスピンオフ『飛び立つ君の背を見上げる』が刊行。
2023年8月、中編アニメーション『特別編 響け！ユーフォニアム〜アンサンブルコンテスト〜』が劇場公開。2024年4月よりテレビシリーズ第3期が放送。
2024年6月、3年生編の短編集『響け！ ユーフォニアム 北宇治高校吹奏楽部のみんなの話』が刊行された。

## 概要
著者の武田の出身地である京都府宇治市を舞台に、吹奏楽へ青春を傾ける高校生たちの人間模様が描かれる。練習熱心でなく成績も芳しくなかった架空の公立高校の吹奏楽部員たちが、受験や恋、仲間同士の衝突、親との関係など思春期特有の悩みを抱えつつ、若い新任顧問のもとで吹奏楽コンクールの全国大会出場を目指して奮闘するドラマが軽妙な筆致で展開される。小中学生時代に吹奏楽部へ在籍していた武田は、部活動時代の友人たちや母校である嵯峨野高校の吹奏楽部を取材し、自身の実体験も織り混ぜながら本作の構成を練り上げた。京阪宇治駅やあがた祭り、「大吉山」の通称で知られる仏徳山など、宇治市の名所や行事が作品の随所に登場する。作品には通底する主題として「努力は報われる、ただしそれは本人が望む形とは限らない。」が設定されている。
第1巻発売後にアニメ化が決定。武田はアニメ1期制作中に2巻と3巻のプロットを作って制作側に送っていたため、これが1期アニメの脇役キャラクターに反映されている。逆に、短編集の男子部員やスピンオフ作『立華高校マーチングバンドへようこそ』の主人公はアニメの影響を強く受けて書いたという。

## あらすじ

### 北宇治高校吹奏楽部へようこそ
黄前久美子（おうまえ くみこ）が入学した京都府立北宇治高校は、10年ほど前まで吹奏楽の強豪校だったが、現在はすっかり落ちぶれていた。入学式で聴いた校歌演奏も酷いものだったが、小学生の時から吹奏楽を続けている久美子は級友たちの誘いを断りきれず吹奏楽部へ入部する。ユーフォニアム演奏歴7年の久美子、全国有数の強豪中学出身であるコントラバス奏者の川島緑輝（かわしま さふぁいあ）、人数調整でチューバ担当に回された吹奏楽未経験者の加藤葉月（かとう はづき）のクラスメイト3人は揃って低音パートに配属される。久美子の幼馴染の塚本秀一（つかもと しゅういち）はトロンボーンを選択する。
新入生の中には高坂麗奈（こうさか れいな）の姿もあった。中学最後の吹奏楽コンクールで、久美子と麗奈のいた北中は全国大会出場という部の目標を果たせなかった。悔し涙を流す麗奈に向かって久美子は、本気で全国に行けると思っていたのかと冷めた本音をつい口にしてしまった。しかしそんな毒のある久美子の言動に、麗奈は密かに好感を抱いていた。中学時代は顔見知り程度だった2人は互いに意気投合する。
北宇治高校吹奏楽部には、新しい顧問の滝昇（たき のぼる）が赴任していた。全国大会出場を目指すか楽しく過ごす部活動にするか、選択を求められた部員たちは全国大会を目指す方を選ぶ。初めての合奏で滝は、自身の物腰の柔らかさから油断して下手な合奏を披露した部員たちに厳しい評価を下し、それまで不真面目だった部員たちはたちまち沈黙する。それから翌週にかけて滝の指導を受けた部員たちは、その成果もあり二度目の合奏でようやくスタート地点に立てたと認められ、改めてサンフェス（サンライズフェスティバル）の練習に打ち込む。
サンフェス終了後、滝はコンクールのメンバー選考にオーディションを採用。ユーフォニアムでは2年生の中川夏紀（なかがわ なつき）が落選する。久美子は先輩との軋轢を懸念し動揺するが、夏紀は気にしておらず、久美子を気遣う。一方、トランペットではコルネットのソロ奏者に1年生の麗奈が選ばれ、先輩たちの反感を買う。贔屓ではないかと勘ぐられた麗奈は激昂する。後を追ってきた久美子に、麗奈は父親が音楽家同士の自分と滝は旧知の仲で、彼に"ライク"ではなく"ラブ"の感情を抱いていることを打ち明ける。
京都府大会前日、3年生の中世古香織（なかせこ かおり）がコルネットソロの再オーディションを願い出る。部員全員の前で香織は高度な演奏を披露するが、高校生離れした麗奈との実力差は歴然だった。自身の判断を問われた香織は、麗奈がソロを吹くべきだと答える。
翌日、コンクールの幕が上がり、北宇治高校吹奏楽部は関西大会進出を果たす。

### 北宇治高校吹奏楽部のいちばん熱い夏
関西大会に向けた練習の最中、去年退部した2年生の傘木希美（かさき のぞみ）が姿を見せ、希美のフルート演奏を聞いた鎧塚みぞれ（よろいづか みぞれ）が突然体調を崩す。吹奏楽部では昨年、希美たちのグループが当時の3年生たちの不真面目さに耐えかね、集団で退部する事件があった。希美は当時、すでに部の主力メンバーだった友人のみぞれには退部の話を持ちかけなかった。親友に見捨てられたと感じたみぞれは希美の存在がトラウマとなっていた。唯一のオーボエ奏者であるみぞれの状態維持を優先したい副部長の田中あすか（たなか あすか）は、その事実を伏せながら希美の再入部を拒み続ける。
関西大会の前日、ソロパートの演奏改善に苦しむみぞれを励まそうと希美が部室を訪れ、みぞれが逃げ出す。友人の吉川優子（よしかわ ゆうこ）による説得が功を奏し、2人は関係を修復する。みぞれの演奏は見違え、彼女本来の表情豊かな響きを取り戻す。
関西大会から全国大会への出場枠は「三強」と呼ばれる大阪の吹奏楽強豪校3校（明静工科高校、大阪東照高校、秀塔大学附属高校）が毎年独占しているため、順当にいけば今の北宇治高校が全国に進める可能性はほとんどない。本番当日、それでも久美子たちはこれまでで最高の演奏をする。出番を終え、強豪の一角である秀塔大学付属高校の演奏を客席で聴いていた久美子は、彼らが失敗することを願わずにいられない自分に嫌悪感を抱く。そのとき、エスクラリネットのソロ奏者がミスをする。会場を出た久美子は、ミスをした2年生部員が腕にギプスを纏った3年生に泣きながら詫びているのを目にする。
北宇治高校吹奏楽部は強豪3校の壁を破り全国大会への出場を決め、部員たちは歓声に包まれる。コンクール嫌いだったみぞれは「たった今、好きになった」と笑顔を見せる。

### 北宇治高校吹奏楽部、最大の危機
2学期が訪れ、久美子たちは文化祭や地域の行事をこなしながら全国大会に向けて練習に励んでいた。
ある日、久美子は田中あすかの母親が職員室を訪れ、娘を退部させるよう迫る様子を目撃する。母親は受験への悪影響を口にしつつ、音楽家の元夫と同じ楽器を娘が演奏することにいら立ちを見せる。顧問の滝は本人が望まない退部は認めないと突っぱねるが、あすかは練習を休みがちになる。
一方、久美子の家庭内では姉の麻美子が両親と揉めていた。親の期待に応えて大学へ進学したが、夢だった美容師の道を諦められないという。久美子は姉の姿にあすかを重ね、自身の思いをぶつけ、部への復帰を諦めていたあすかを翻意させる。
そして迎えた全国大会は、部全体の意気込みとは裏腹に結果は銅賞に終わる。滝は、審査員の進藤正和から預かった伝言と紙片をあすかと久美子に伝える。進藤の紙片にはコンクール審査の最低評価を表す"C"の文字が記されていたが、伝言の内容は実の娘（あすか）への賛辞のメッセージだった。
卒業式の日、あすかを送り出した久美子は麗奈とともに午後の合奏練習へと向かう。

### 北宇治高校の吹奏楽部日誌
冬、新部長の優子と副部長の夏紀から定期演奏会係に任命された久美子は、先輩の鎧塚みぞれとともに定期演奏会の曲目選びに知恵を絞る。部員たちは舞台演出の段取りや演奏の練習に精を出す。
久美子と麗奈は、マーチングの強豪校である立華高校に進学した佐々木梓（ささき あずさ）と再会し、同じ中学の吹奏楽部仲間だった彼女の演奏の上達ぶりに驚く。梓と麗奈のハイレベルなセッションを聞き、自分だけが取り残されたように感じた久美子は、2人の演奏の輪に入ることができずその場を去る。しかし、それまで手の届かない存在だと思っていた麗奈に自分も追いつき並び立ちたいという願望を強くした久美子は、秀一からの励ましや先輩たちの後押しも得て、麗奈とともに立華高校との合同演奏会でのソロ奏者に選ばれる。

### 北宇治高校吹奏楽部、波乱の第二楽章
2年生に進級した久美子は1年生の指導係として新入部員たちの演奏指導や悩みごと相談に奮闘する。ユーフォニアム奏者の1年生、久石奏（ひさいし かなで）は八方美人で品行方正だが、自分より演奏の劣る3年生の夏紀に対して辛辣な態度をとる。2人の関係改善を模索する久美子は、彼女のそれが単に周囲から正当に評価されたいという欲求からの言動だと悟る。コンクールのA編成メンバーを選考するオーディションの最中、不自然な演奏ミスをした奏に夏紀が激怒する。夏紀は奏のオーディションを中断するよう顧問の滝に詰め寄り、わざと先輩にメンバーの座を譲ろうとした彼女を叱責する。その後の再オーディションで、ユーフォニアムは奏・夏紀・久美子の3人全員がメンバー入りを果たし、久美子は課題曲のソロ奏者に指名される。
自由曲『リズと青い鳥』の第三楽章、みぞれのオーボエソロと希美のフルートが噛み合わない。みぞれは中学以来、親友である希美に見限られたくない一心で部活動を続け、練習に没頭してきた。3年生になった今年、希美が音大を受験すると聞き、みぞれは自分も同じ大学に行きたいと受験対策に勤しむが、実は希美にその気はなかった。久美子は2人の関係を案じて希美に真意を質すが、密かにみぞれの才能に嫉妬し複雑な感情を抱えていた彼女は話をはぐらかす。高校生離れした難度の譜面を正確に吹きこなすみぞれに対し、コーチ陣はより高度な演奏表現を要求する。『リズと青い鳥』は少女と小鳥の物語を題材にした楽曲で、2人がソロを務める第三楽章は主人公の少女が最愛の青い鳥を大空に羽ばたかせるため別離を決意する場面がモチーフになっている。みぞれはその少女の決断に共感できず、どうしても演奏に感情が込められない。木管楽器コーチの新山は、視点を変えて青い鳥の立場で考えてみるよう助言する。みぞれは、大切な相手に望まれたなら自分はどんな辛い選択でも受け入れると思い至る。豹変したみぞれの演奏を聞き、希美は泣き崩れ、その圧倒的な表現力に他の部員たちも追従できず合奏が破綻してしまったため、滝はみぞれのソロに合わせて各パートの演奏を修正する。みぞれは、かつて友人のいなかった自分を音楽に誘ってくれた希美に感謝を告げ、音楽の道に進むことを決心する。
その年の北宇治高校吹奏楽部は、2年連続の全国大会出場を逃してしまう。優子は早々に後輩たちの来年のコンクールへ向けた活動計画を発案し、3年生たちも後輩の指導役として最後まで悔いのない活動をするよう呼びかける。トランペットのパートリーダーでもある優子から演奏会でのソロを任された1年生の小日向夢（こひなた ゆめ）は、顎関節症の悪化でコンクール前に奏者を退いた3年生の加部友恵（かべ ともえ）にも助けられ、欠点だった精神面の課題を克服する。
やがて3年生は引退し、部は新体制へと移行する。優子と夏紀に呼び出され次期部長に指名された久美子は、部員たちを前に目標は"全国大会金賞"と宣言する。副部長には秀一、新役職・ドラムメジャーには麗奈が選出される。

### 北宇治高校吹奏楽部、決意の最終楽章
久美子たちは3年生に進級し、北宇治高校吹奏楽部にも新1年生が入部した。久美子たちのクラスには、吹奏楽の強豪校である聖良女子学園から黒江真由（くろえ まゆ）が転入する。温和な性格の真由はすぐに周囲と打ち解け、吹奏楽部に入部する。釜屋つばめ（かまや つばめ）をはじめ他の部員との関係も良好な真由であったが、2年生の奏は彼女に警戒する。そんな中、部内のドラムメジャー担当の麗奈は全国金賞を目指すために厳しい指導を行い、新入部員の義井沙里（よしい さり）など彼女に対し委縮する部員も現れ始める。
真由から聞きつけた聖良女子の体制を取り入れ、コンクールメンバーのオーディションは大会ごとに行うよう変更されたが、府大会のオーディションにおいてチューバでは2年生のさつきが落選し、1年生の釜屋すずめが選定される。2年生の鈴木美玲（すずき みれい）はこの結果から、滝に対する疑念を久美子にぶつける。部長として多忙になる久美子であったが、卒業後の進路にも悩まされる。
関西大会まで駒を進めた吹奏楽部は再びオーディションを行うが、ここで真由がユーフォニアムのソリストに選ばれる。部内の和のため久美子に対し辞退を申し入れる真由であったが、実力主義である現行の吹奏楽部との方針から久美子は断り、真由に対する距離感が生まれる。2年ぶりの全国大会には進めたものの、久美子がソリストから落選したことで部員たちの間に不満が生まれ、部内は滝の方針をめぐり真っ二つに割れてしまう。これに対し否定的な部員を叱責する麗奈と、久美子の間にも亀裂が入ってしまうが、2年の折にあすかから渡された手紙を頼りに彼女の住まいに訪れ悩みを打ち明け、真由や麗奈と関係を修復。また、久美子は滝への憧れから、教師という職業に漠然と関心を抱く。そして迎えた全国大会で、北宇治高校吹奏楽部は悲願のゴールド金賞を勝ち取る。
それから月日が経ち、教師となった久美子は北宇治高校に赴任し、吹奏楽部の副顧問となっていた。

### 立華高校マーチングバンドへようこそ
久美子と同じ中学出身の佐々木梓（ささき あずさ）はマーチングバンドの強豪校である立華高校へ進学する。そこで戸川志保（とがわ しほ）や名瀬あみか（なせ あみか）といった学友とともに吹奏楽部へ入部した梓は、強豪校ゆえの厳しい活動内容にもかかわらず頭角を現していく。その一方で、高校から吹奏楽を始めたあみかは初心者であるため苦戦し、梓はその世話を焼く。人に頼られることに喜ぶ梓はあみかを指導するが、自らの変化を望むあみかは梓の負担にならないよう、定員が空いているカラーガードのパートを希望し、指導の厳しい小山桃花（こやま ももか）のレッスンを受け始める。その一方で、下校の際に梓は中学時代のクラスメイトであり、北宇治高校に進学した柊木芹菜（ひいらぎ せりな）と再会する。芹菜は中学生時代に孤独であったところをある事件をきっかけに梓と懇意になるのだが、社交的に変化した芹菜に対し梓が距離を置き始めた事から仲違いし疎遠となっていた。
桃花の練習は厳しく、叱咤を受け疲弊するあみかを見て怒りを露わにする梓であったが、それを志保が制止する。そこで志保から人に頼られる事に依存する自身を指摘され、さらにあみかが桃花を慕っている事を知り戸惑う梓は、あみかとの間に距離を作り始める。その後、関西大会の折に関係が深まった先輩の瀬崎未来（せざき みらい）に心情を打ち明けた梓は、自身が他者に頼られる事に依存する性格である事を認めたうえで再びあみかとの関係を修復する。一方、トロンボーンパートのソロを任されていた未来は、全国大会前の練習時に下級生のミスから負傷し、ソロパートの代理を梓が引き受ける事となる。その後、梓は体調不良から学校を休むが、そこへ芹菜が見舞いに現れ、お互いの思いを打ち明け和解する。そして立華高校は全国大会に出場し、ゴールド金賞を勝ち取る。
それから2年後、吹奏楽部の部長となっていた梓は引退式を終え、次代を下級生に託す。

## 登場楽曲
本作では吹奏楽の演奏シーンに実在の曲および架空の楽曲を登場させている。
キャント・バイ・ミー・ラヴ
劇中、太陽公園で行われる架空の吹奏楽パレード「サンライズフェスティバル」での北宇治高校の演目。
錨を上げて
劇中では、マーチングを得意とする京都府内の強豪校、立華高校吹奏楽部がサンライズフェスティバルで演奏した。
三日月の舞
原作小説において、北宇治高校の吹奏楽コンクール課題曲（課題曲V）として登場する架空の楽曲。作曲者は堀川奈美恵という京都府出身の音楽家と設定されている。5曲ある選択課題曲のうち演奏の難度が最も高く、冒頭のトランペットメロディー、中盤のオーボエソロ、後半の低音のメロディーが特徴の曲だと説明されている。
アニメ版ではこの作品のために新規に書き下ろされた。なおアニメ版では自由曲として演奏されており、課題曲はアニメ版1期が放送されていた2015年当時、現実において全日本吹奏楽コンクール課題曲（課題曲Ⅳ）であった『マーチ「プロヴァンスの風」』に変更されている。
イーストコーストの風景
劇中、北宇治高校の吹奏楽コンクール自由曲として第二楽章「キャッツキル山地」と第三楽章「ニューヨーク」から一部をカットした構成で演奏される。本作1作目の物語終盤、第二楽章の要所となるコルネットのソロ奏者に1年生の麗奈が選ばれ諍いの元となる。
コパカバーナ
劇中、A部門のオーディション落選者からなる北宇治高校B部門も副顧問の指揮のもと府大会金賞の成績をおさめる。
バレエ音楽《ダフニスとクロエ》第二組曲
劇中にて、関西の強豪、秀塔大学附属高校吹奏楽部がコンクール自由曲として演奏する。みぞれや希美、優子たちの所属していた南中学校吹奏楽部の2年前のコンクール自由曲としても登場し、全国大会を目指しながら府大会で敗退した過去が描かれる（なおアニメ版では南中学校吹奏楽部のコンクール自由曲は「だったん人の踊り」に変更されている）。
大阪俗謡による幻想曲
劇中では全国大会常連の強豪校、明静工科高校のコンクール自由曲として登場する。
A列車で行こう
劇中、北宇治高校が文化祭および京都駅ビルのコンサートで演奏した楽曲。普段は部長らしからぬ大人しい性格の小笠原晴香が、アドリブの効いたバリトンサックスのソロ演奏で聴衆を沸かせる。
シング・シング・シング
劇中で北宇治高校が文化祭および京都駅ビルのコンサートで演奏した曲目のひとつ。
響け！ ユーフォニアム
劇中、3年生の田中あすかが練習の合間に吹いていた架空の曲。あすかの父が高校時代に作曲したユーフォニアムの練習曲という設定で、物語の最後、久美子は同曲の楽譜が書かれた大学ノートをあすかから譲り受ける。
きらきら星
劇中、北宇治高校吹奏楽部で基礎練習に用いられる平易な楽曲。
リズと青い鳥
「波乱の第二楽章」の作中、テレビCMなどでも流れていた定番の曲という設定で登場する北宇治高校の自由曲。主人公の少女リズと人間の少女に扮した青い鳥の登場する童話をモチーフに、木管の旋律による平穏な日々の光景から始まりウインドマシンによる嵐の描写に移行する第一楽章「ありふれた日々」、ユーフォニアムとトロンボーンのメロディーに続くトランペットソロで少女ふたりの幸福な日々を描いた第二楽章「新しい家族」、その大半を占めるオーボエソロに終盤からフルートソロとのかけ合いが加わる第三楽章「愛ゆえの決断」、力強いメロディーで青い鳥の旅立ちを描いた第四楽章「遠き空へ」という4つの楽章からなる楽曲として描写されている。
ラリマー
「波乱の第二楽章」で北宇治高校が選択した課題曲で、同名の鉱石から着想を得て北海道出身の作曲家が作曲した3分程度の短い楽曲と設定されている。

## 既刊一覧
- 武田綾乃（著）・アサダニッキ（表紙イラスト） 、宝島社〈宝島社文庫〉、既刊11巻（2024年6月27日現在） 
  - 『響け！ ユーフォニアム 北宇治高校吹奏楽部へようこそ』2013年12月19日第1刷発行（12月5日発売[19]）、ISBN 978-4-8002-1747-9
  - 『響け！ ユーフォニアム 2 北宇治高校吹奏楽部のいちばん熱い夏』2015年3月19日第1刷発行（3月5日発売[20]）、ISBN 978-4-8002-3906-8
  - 『響け！ ユーフォニアム 3 北宇治高校吹奏楽部、最大の危機』2015年4月18日第1刷発行（4月4日発売[21]）、ISBN 978-4-8002-3982-2
  - 『響け！ ユーフォニアム 北宇治高校吹奏楽部のヒミツの話』2015年6月8日第1刷発行（5月25日発売[22]）、ISBN 978-4-8002-4119-1
  - 『響け！ ユーフォニアム 北宇治高校の吹奏楽部日誌』2016年10月20日第1刷発行（10月6日発売[23]）、ISBN 978-4-8002-6226-4
  - 『響け！ ユーフォニアム 北宇治高校吹奏楽部、波乱の第二楽章 前編』2017年9月9日第1刷発行（8月26日発売[24]）、ISBN 978-4-8002-7489-2
  - 『響け！ ユーフォニアム 北宇治高校吹奏楽部、波乱の第二楽章 後編』2017年10月19日第1刷発行（10月5日発売[25]）、ISBN 978-4-8002-7491-5
  - 『響け！ ユーフォニアム 北宇治高校吹奏楽部のホントの話』2018年4月19日第1刷発行（4月5日発売[26]）、ISBN 978-4-8002-8301-6
  - 『響け！ ユーフォニアム 北宇治高校吹奏楽部、決意の最終楽章 前編』2019年5月1日第1刷発行（4月17日発売[27]）、ISBN 978-4-8002-9399-2
  - 『響け！ ユーフォニアム 北宇治高校吹奏楽部、決意の最終楽章 後編』2019年7月6日第1刷発行（6月22日発売[28]）、ISBN 978-4-8002-9401-2
  - 『響け！ ユーフォニアム 北宇治高校吹奏楽部のみんなの話』2024年7月11日第1刷発行（6月27日発売[29]）、ISBN 978-4-299-05621-4
- 武田綾乃（著）・アサダニッキ（表紙イラスト） 『響け！ ユーフォニアムシリーズ 立華高校マーチングバンドへようこそ』 宝島社〈宝島社文庫〉、全2巻 
  - 「前編」2016年8月18日第1刷発行（8月4日発売[30]）、ISBN 978-4-8002-5872-4
  - 「後編」2016年9月20日第1刷発行（9月6日発売[31]）、ISBN 978-4-8002-5874-8
- 武田綾乃（著）・アサダニッキ（表紙イラスト） 『飛び立つ君の背を見上げる』 宝島社、2021年2月27日第1刷発行（2月13日発売[32]）、ISBN 978-4-2990-1351-4
- 武田綾乃（著）・アサダニッキ（表紙イラスト） 『飛び立つ君の背を見上げる』 宝島社〈宝島社文庫〉、2023年8月18日第1刷発行（8月4日発売[33]）、ISBN 978-4-299-04598-0

## 短編作品一覧
響け！ ユーフォニアム 北宇治高校吹奏楽部のヒミツの話
北宇治高校吹奏楽部の日常 / 科学準備室の京子さん / あの子には才能がある / 少女漫画ごっこ / 好きな人の好きな人（前編） / 好きな人の好きな人（後編） / 犬と猿とおかん / 背伸び / こんぷれっくす / きみのいなくなった日 / 北宇治高校文化祭 / 新三年生会議 / お兄さんとお父さん / とある冬の日
響け！ ユーフォニアム 北宇治高校の吹奏楽部日誌
冬色ラプソディー〜北宇治高校 定期演奏会〜 / 星彩セレナーデ〜北宇治高校&立華高校 合同演奏会〜
響け！ ユーフォニアム 北宇治高校吹奏楽部のホントの話
飛び立つ君の背を見上げる (Fine) / 勉学は学生の義務ですから / だけど、あのとき / そして、あのとき / 上質な休日の過ごし方 / 友達の友達は他人 / 未来を見つめて / 郷愁の夢 / ツインテール推進計画 / 真昼のイルミネーション / 木綿のハンカチ / アンサンブルコンテスト / 飛び立つ君の背を見上げる (D.C.)
飛び立つ君の背を見上げる（文庫版）
記憶のイルミネーション
響け！ ユーフォニアム 北宇治高校吹奏楽部のみんなの話
〜開幕・スケルツァンド〜 / ○の中身はなんだろな / 気がある気がする / ランチタイムにて / 四人は幼馴染み / 〜幕間・アジタート〜 / ドライブ / 彼岸花の亡霊 / 賞味期限が切れている / 〜幕間・グラーヴェ〜 / 大人の肴 / 新・幹部役職会議 / 旧・幹部役職会議 / 未来への約束 / 〜閉幕・パストラーレ〜
その他の短編作品
- それじゃあ、またね（宝島社特設サイト内、北宇治吹部だより 第10回[34]）
- ある日、東京にて。（武田綾乃『君と漕ぐ ながとろ高校カヌー部』初回特典）- 君と漕ぐシリーズとのコラボ掌編
- 君ありて幸福（ドラマCD『「響け！ユーフォニアム」5th Anniversary Disc 〜きらめきパッセージ〜』初回特典）
- 休日、愛らしい友人と（映画『特別編 響け！ユーフォニアム〜アンサンブルコンテスト〜』入場特典）
- 贈り物に愛を込めて（映画『特別編 響け！ユーフォニアム〜アンサンブルコンテスト〜』入場特典）
- 偶発的再会と他愛ない会話について（映画『特別編 響け！ユーフォニアム〜アンサンブルコンテスト〜』入場特典）

## 漫画
第1期『響け！ユーフォニアム 北宇治高校吹奏楽部へようこそ』は、『このマンガがすごい！WEB』（宝島社）にて2014年11月から2015年10月まで配信された。作画ははみ。はみ自身も京都に住んでいたことがあり、学生時代には吹奏楽部でトロンボーンを担当していた。原作表紙イラストを描いたアサダニッキがキャラクター原案としてクレジットされている。全19話構成で原作小説第1巻と同じく京都大会出場までの物語を描いたものである。最終話のラストページで、原作小説第2巻のコミカライズ企画が進行中であることが発表された。
第2期『響け！ユーフォニアム 北宇治高校吹奏楽部のいちばん熱い夏』は2016年1月15日から9月16日まで配信され、第3期『響け！ユーフォニアム 北宇治高校吹奏楽部、最大の危機』は2016年10月21日から2017年7月21日まで配信された。
- 武田綾乃（原作）・アサダニッキ（キャラクター原案）・はみ（作画） 『響け！ユーフォニアム 北宇治高校吹奏楽部へようこそ』 宝島社〈このマンガがすごい！comics〉、全3巻
  1. 2015年4月3日発売[37]、ISBN 978-4-8002-3968-6
  2. 2015年6月3日発売[38]、ISBN 978-4-8002-4183-2
  3. 2015年11月12日発売[39]、ISBN 978-4-8002-4891-6
- 武田綾乃（原作）・アサダニッキ（キャラクター原案）・はみ（作画） 『響け！ユーフォニアム 北宇治高校吹奏楽部のいちばん熱い夏』 宝島社〈このマンガがすごい！comics〉、全2巻
  1. 2016年9月8日発売[40]、ISBN 978-4-8002-6020-8
  2. 2016年10月11日発売[41]、ISBN 978-4-8002-6024-6
- 武田綾乃（原作）・アサダニッキ（キャラクター原案）・はみ（作画） 『響け！ユーフォニアム 北宇治高校吹奏楽部、最大の危機』 宝島社〈このマンガがすごい！comics〉、全2巻
  1. 2017年7月20日発売[42]、ISBN 978-4-8002-7443-4
  2. 2017年8月26日発売[43]、ISBN 978-4-8002-7612-4

## アニメ
テレビアニメ第1期はTOKYO MXにて2015年4月から7月まで放送された。第2期『響け！ユーフォニアム2』は翌年の2016年10月から12月まで放送された。
2016年4月23日にはテレビアニメ第1期を基にした劇場版総集編『劇場版 響け！ユーフォニアム〜北宇治高校吹奏楽部へようこそ〜』が
、2017年9月30日にはテレビアニメ第2期を基にした劇場版総集編『劇場版 響け！ユーフォニアム〜届けたいメロディ〜』がそれぞれ公開された。
2018年4月21日にはみぞれと希美の物語を描いた新作劇場版『リズと青い鳥』が、2019年4月19日には2年生に進級した久美子たちを描いた新作劇場版『劇場版 響け！ユーフォニアム〜誓いのフィナーレ〜』がそれぞれ公開された。
2023年8月4日には新作中編アニメーション『特別編 響け！ユーフォニアム〜アンサンブルコンテスト〜』のBlu-ray発売と劇場特別公開が行われ、2024年4月から6月までテレビアニメ第3期『響け！ユーフォニアム3』が放送された。
2026年には劇場アニメ『最終楽章 響け！ユーフォニアム』が公開予定。